# 玛格丽特街诸圣堂
玛格丽特街诸圣堂（All Saints, Margaret Street）是英国伦敦的一座圣公会教堂、一级登录建筑。该堂建于1850-1859年，由建筑师威廉·巴特菲尔德设计，被称为巴特菲尔德的代表作，以及在1850-1870年间风行英国的維多利亞盛期哥德式建築的先驱。
该教堂位于菲茨罗维亚玛格丽特街北侧，靠近牛津街，一个小院子内。另外两栋建筑面向这个庭院：一个是牧师楼，另一栋原来是唱诗班学校，现在是堂区办公室和助理牧师公寓。

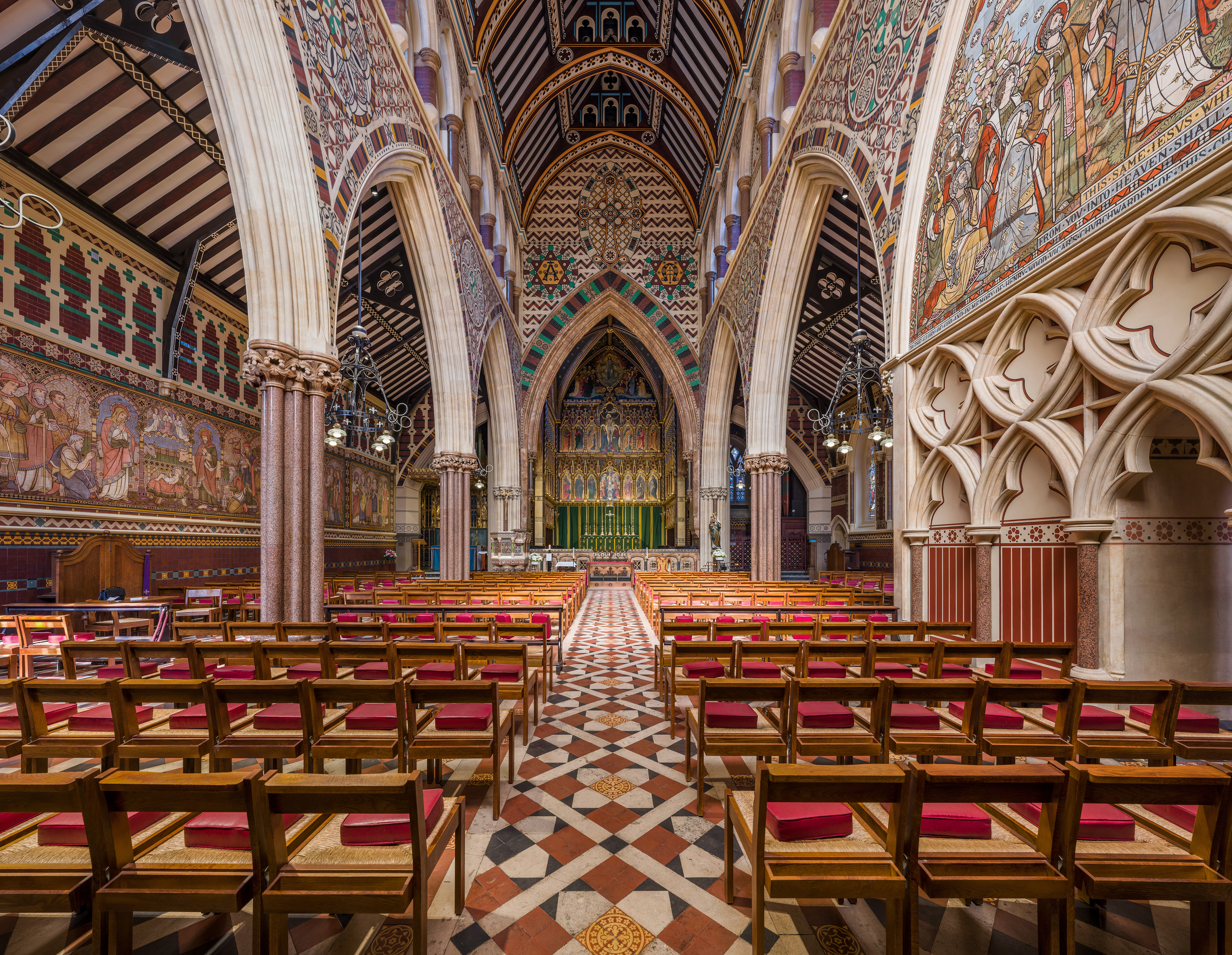
内部

诸圣堂以建筑，崇拜礼仪和音乐传统著称。